# Bindvlies
Het bindvlies of conjunctiva is een slijmvlies dat het oogwit (sclera) en de binnenste zijde van de oogleden bedekt. Het helpt bij de bevochtiging van het oog door de productie van mucus en traanvocht, alhoewel er veel meer traanvocht wordt geproduceerd door de traanklier.

## Anatomie
Het gedeelte dat de binnenzijde van de oogleden bedekt, wordt conjunctiva palpebrarum genoemd. Dit slijmvlies werkt als een soort veegdoek en verdeelt bij elke knippering van de oogleden het traanvocht over het hoornvlies, zonder het te beschadigen. Bij gesloten ogen, bijvoorbeeld tijdens de slaap, bedekt en beschermt het bindvlies het hoornvlies. In de diepte van de orbita klapt het bindvlies weer naar voren en het loopt dan over het oogwit (fornix conjunctivae). Het deel van het bindvlies dat vervolgens het eerste deel van de sclera tot aan het begin van de cornea bedekt, wordt de bulbaire conjunctiva (conjunctiva bulbi) genoemd.
In tegenstelling tot wat vaak wordt geacht, staat de ruimte achter de oogbol niet in open verbinding met de buitenlucht: de spleet wordt door het bindvlies afgesloten. Het is dan ook niet mogelijk dat een contactlens achter de oogbol schuift.

## Histologie
Het bindvlies bestaat uit epitheel, substantia propria (een losmazig bindweefsel met kleine bloedvaten) en een subconjunctiva, waarin grotere vaten liggen. Verder zijn in de conjunctiva ook slijmbekercellen en accessoire traankliertjes te vinden.

## Kliniek
Klinisch gezien is de ontsteking van het bindvlies of conjunctivitis van belang. Een bloeduitstorting onder de conjunctiva bulbi of onder de huid van het ooglid wordt een hyposphagma genoemd.